# Габра (резерват)
 Тази статия е за горския резерват Габра.  За едноименното село вижте Габра.  
Габра е поддържан резерват в Западна България, област Кюстендил, Община Невестино.

## Местоположение, създаване и развитие
Габра е горски резерват в северозападната част на Влахина планина, в местността „Малкият средок“ в землището на село Църварица, област Кюстендил. Надморска височина 950 – 1100 метра, северно изложение.
Обявен е за резерват с Постановление № 6660 от 05.11.1949 г. на Министерството на горите, увеличен със Заповед № 2608 от 14.12.1960 г. на Управление на горите към Министерски съвет. Прекатегоризиран със Заповед No.364 от 15.10.1999 г.; промяна в режима на дейностите със Заповед No. РД590 от 04.07.2002 г. и приет План за управление със Заповед No. РД-590 от 04.07.2002 г.
Резерватът е с площ: 89,60 ха, от които около 85 % черен бор, 5 % бук, 10 % зимен дъб, цер, габър, мъждрян и др.
Създаден е с цел опазване на естествена популация от черен бор – типичен само за този район, с извънредно ценни качества – прави гладки дървета със средна височина около 25 м., а отделни екземпляри и над 35 м и с висока кълняемост на семената.

## Флора
Средната възраст на боровата гора е 120 – 150 г. Наред с черния бор в дървесния състав на гората се срещат бук, зимен дъб, цер, благун и други единични дървета. В рамките на страната и единствено в резервата се среща македонски дъб както и планински явор (жемелия), който е балкански ендемит.

## Фауна
В резервата се срещат диви свине, сърни, вълци, лисици и др.

## Управление
- РИОСВ Перник пл. „Свети Иван Рилски“ N 1Б

### Горски фонд
- Държавно горско стопанство „Невестино“ Архив на оригинала от 2018-05-07 в Wayback Machine. – с.Невестино, Регионална дирекция по горите – град Кюстендил Архив на оригинала от 2018-05-07 в Wayback Machine..

## Туризъм
Основен изходен пункт за резервата е село Църварица. По около 5,5 km черен път преминаващ през махалите „Дебочичка“ и „Маринковска“ но с кола с повишена проходимост може да се достигне до източната част на резервата. При същите параметри, но откъм недалечната махала „Веселинци“ може да се посети западната му част.
Тъй като резерватът се намира в непосредствена близост до границата със Северна Македония, посетителите могат да потърсят съдействие от органите на Гранична полиция, находящи се на контролно – пропускателния пункт пред село Църварица.